# Stazione meteorologica di Rocca San Casciano
La stazione meteorologica di Rocca San Casciano è la stazione meteorologica di riferimento relativa alla località di Rocca San Casciano.

## Coordinate geografiche
La stazione meteorologica si trova nell'Italia nord-orientale, in Emilia-Romagna, in provincia di Forlì-Cesena, nel comune di Rocca San Casciano, a 210 metri s.l.m. e alle coordinate geografiche 44°03′N 11°51′E.

## Dati climatologici
In base alla media trentennale di riferimento 1961-1990, la temperatura media del mese più freddo, gennaio, si attesta a +2,1 °C; quella dei mesi più caldi, luglio e agosto, è di +22,2 °C .
| Rocca San Casciano | Mesi | Mesi | Mesi | Mesi | Mesi | Mesi | Mesi | Mesi | Mesi | Mesi | Mesi | Mesi | Stagioni | Stagioni | Stagioni | Stagioni | Anno |
| Rocca San Casciano | Gen  | Feb  | Mar  | Apr  | Mag  | Giu  | Lug  | Ago  | Set  | Ott  | Nov  | Dic  | Inv      | Pri      | Est      | Aut      | Anno |
| ------------------ | ---- | ---- | ---- | ---- | ---- | ---- | ---- | ---- | ---- | ---- | ---- | ---- | -------- | -------- | -------- | -------- | ---- |
| T. max. media (°C) | 5,7  | 8,5  | 12,7 | 17,2 | 21,9 | 25,7 | 28,6 | 28,5 | 24,3 | 18,1 | 12,1 | 7,8  | 7,3      | 17,3     | 27,6     | 18,2     | 17,6 |
| T. min. media (°C) | −1,4 | 0,0  | 3,0  | 6,9  | 10,3 | 13,8 | 15,9 | 15,8 | 13,3 | 9,2  | 5,2  | 1,1  | −0,1     | 6,7      | 15,2     | 9,2      | 7,8  |

### Temperature estreme mensili dal 1925 ad oggi
Nella tabella sottostante sono riportate le temperature massime e minime assolute mensili, stagionali ed annuali dal 1925 ad oggi, con il relativo anno in cui queste sono state registrate. La massima assoluta del periodo esaminato di +42,0 °C è dell'agosto 2017, mentre la minima assoluta di -18.0 °C risale al gennaio 1985.
| Rocca San Casciano (1925-2023) | Mesi         | Mesi         | Mesi         | Mesi        | Mesi        | Mesi        | Mesi        | Mesi        | Mesi        | Mesi        | Mesi         | Mesi         | Stagioni | Stagioni | Stagioni | Stagioni | Anno  |
| Rocca San Casciano (1925-2023) | Gen          | Feb          | Mar          | Apr         | Mag         | Giu         | Lug         | Ago         | Set         | Ott         | Nov          | Dic          | Inv      | Pri      | Est      | Aut      | Anno  |
| ------------------------------ | ------------ | ------------ | ------------ | ----------- | ----------- | ----------- | ----------- | ----------- | ----------- | ----------- | ------------ | ------------ | -------- | -------- | -------- | -------- | ----- |
| T. max. assoluta (°C)          | 18,8 (2007)  | 21,5 (1949)  | 28,0 (2001)  | 33,2 (2011) | 35,0 (2009) | 38,1 (2012) | 41,5 (2011) | 42,0 (2011) | 36,7 (2011) | 31,0 (1933) | 24,3 (2004)  | 21,8 (1989)  | 21,8     | 35,0     | 42,0     | 36,7     | 42,0  |
| T. min. assoluta (°C)          | −18,0 (1985) | −17,3 (1956) | −14,0 (2005) | −6,0 (2003) | −1,4 (1935) | 3,5 (1975)  | 6,8 (1933)  | 4,5 (2010)  | 0,0 (1972)  | −3,8 (2009) | −10,2 (1971) | −15,2 (1970) | −18,0    | −14,0    | 3,5      | −10,2    | −18,0 |